# Regió florística
Una regió florística o fitocorion, en fitogeografia, és una zona geogràfica relativament uniforme respecte a la composició de les espècies de plantes. Les regions florístiques adjacents normalment no tenen una frontera estricta, sinó més aviat una transició suau on moltes espècies de les dues zones es solapen.

## Tipus
Segons Armèn Takhtadjan n'hi ha 35 cadascuna de les quals se subdivideix en províncies florístiques, amb un total de 150.

### Regne holàrtic

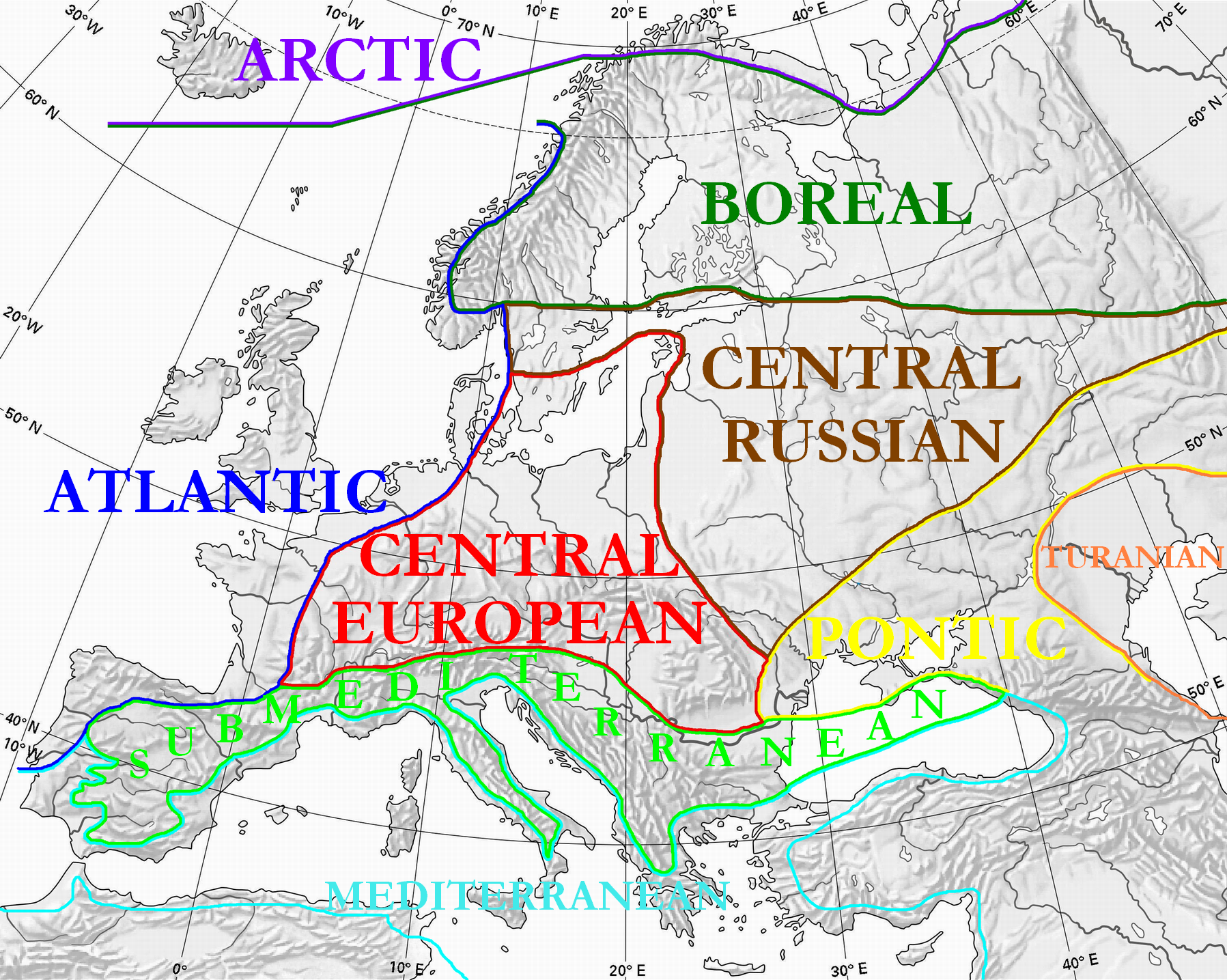
Regions florístiques a Europa

#### I.Regió circumboreal
1 Àrtica
2 Europa atlàntica
3 Europa central
4 Il·líria o balcànica
5 Pontus Euxinus
6 Caucas
7 Europa oriental
8 Europa septentrional
9 Sibèria occidental
10 Altai-Saian
11 Sibèria central
12 Transbaikàlia
13 Sibèria del nord-est
14 Okhotsk-Kamtxatka
15 Canadà incloent Els grans Llacs

#### II.Regió asiàtica oriental
16 Manxúria
17 Sakhalín-Hokkaido
18 Japó-Corea
19 Illes Ogasawara
20 Ryūkyū o Tokara-Okinawa
21 Taiwan
22 Xina septentrional
23 Xina central
24 Xina del sud-est
25 Sikang-Yuennan
26 Birmània del nord
27 Himàlaia oriental
28 Khasi-Manipur

#### III.Regió atlàntica d'Amèrica del Nord
29 Província dels Apalatxes (zona forestal des del Piedmont dels Estarts Units fins a les praderes a l'oest)
30 Plana atlàntica i costa del golf de Mèxic
31 Praderes d'Amèrica del nord

#### IV.Regió de les muntanyes Rocoses
32 Vancouver
33 Muntanyes Rocoses

#### V.Regió de la Macaronèsia
34 Açores
35 Madeira
36 Illes Canàries
37 Cap Verd

#### VI.Regió mediterrània
38 Marroc del sud
39 Mediterrani sud-oest
40 Mediterrani sud
41 Península Ibèrica
42 Balears
43 Ligúria-Tirrènia
44 Adriàtica
45 Mediterrani oriental
46 Crimea-Novorossijsk

#### VII.Regió arabo-sahariana
47 Sàhara
48 Egipte-Aràbia

#### VIII.Regió irano-turaniana
49 Mesopotàmia
50 Anatòlia central
51 Armènia-Iran
52 Hircània
53 Turània o Aralo-Càspia
54 Turkestan
55 Nord del Baluchistan
56 Himàlaia occidental
57 Tien Shan central
58 Dzungaria-Tien Shan
59 Mongòlia
60 Tibet

#### IX.Regió madreana
61 La Gran Conca
62 Província florística de Califòrnia
63 Desert de Sonora
64 Boscos de Sierra Madre

### Regne paleotropical

#### X. Regió Guineo-Congoliana
65 Guinea superior
66 Nigèria-Camerun
67 Congo

#### XI. Regió Usambara-Zululàndia
68 Zanzibar-Inhambane
69 Tongolàndia-Pondolàndia

#### XII.Regió Sudano-Zambeziana
70 Zambezi
71 Sahel africà
72 Sudan
73 Somàlia-Etiòpia
74 Aràbia del sud
75 Socotra
76 Oman
77 Iran del sud
78 Síndia

#### XIII. Regió Karoo-Namib
79 Namíbia
80 Namaland
81 Oest del Cap
82 Karoo

#### XIV. Regió Santa Helena i Ascension
83 Santa Helena i Illa Ascension

#### XV.Regió de Madagascar
84 Província de Madagascar oriental
85 Província de Madagascar occidental
86 Província de Madagascar sud
87 Comoros
88 Illes Mascarenes
89 Seychelles

#### XVI. Regió Índia
90 Ceilan (Sri Lanka)
91 Malabar
92 Deccan
93 Plana ganguètica superior
94 Bengala

#### XVII. Regió indoxinesa
95 Birmània del sud
96 Illes Andaman
97 Xina del sud
98 Tailàndia
99 Indoxina septentrional
100 Annam
101 Indoxina del sud

#### XVIII.Regió malàisia
102 Península malaia
103 Borneo
104 Ecoregions de les Filipines
105 Sumatra
106 Malàisia del sud
107 Celebes
108 Molucca i oest de Nova Guinea
109 Papua
110 Arxipèlag de Bismarck

#### XIX. Regió fijiana
111 Bosc plujós de Vanuatu
112 Fiji

#### XX. Regió polinèsia
113 Micronèsia
114 Polinèsia

#### XXI. Regió hawaiana
115 Hawaii

#### XXII. Regió neocaledoniana
116 Nova Caledònia

### Regne neotropical

#### XXIII. Regió del Carib
117 Amèrica central
118 Índies occidentals
119 Illes Galàpagos

#### XXIV. Regió dels altiplans de Guaiana
120 Guaiana

#### XXV. Regió amazònica
121 Amazònia
122 Llanos

#### XXVI. Regió brasilera
123 Caatinga
124 Terres altes del Brasil central
125 Chaco
126 Brasil atlàntic
127 Paranà

#### XXVII. Regió andina
128 Andes del nord
129 Andes centrals

### Regne de Sud-àfrica

#### XXVIII.Regió del Cap
130 Regió florística del Cap

### Regne australià

#### XXIX. Regió del nord-est d'Austràlia
131 Austràlia del nord
132 Queensland
133 Austràlia del sud-est
134 Tasmània

#### XXX. Regió del sud-oest australià
135 Sud-oest d'Austràlia

#### XXXI. Austràlia central o regió Eremaean
136 Eremaea

### Regne florístic antàrtic

#### XXXII.Regió Fernandeziana
137 Juan Fernández

#### XXXIII. Regió Xilena-patagonia
138 Nord de Xile
139 Xile central
140 Pampa
141 Patagònia
142 Terra del Foc

#### XXXIV. Regió de les illes subantàriques del sud
143 Tristan da Cunha-Illa Gough
144 Illes Kerguelen

#### XXXV. Regió Neozelandesa
145 Illa de Lord Howe
146 Illa Norfolk
147 Illes Kermadec
148 Nord de Nova Zelanda
149 Nova Zelanda central
150 Sud de Nova Zelanda
151 Illes Chatham
152 Illes subantàrtiques de Nova Zelanda